# Partito Comunista di Lettonia
Il Partito Comunista di Lettonia (in lettone: Latvijas Komunistiskā partija, LKP) fu la sezione di livello repubblicano del Partito Comunista dell'Unione Sovietica nella Repubblica Socialista Sovietica Lettone a partire dalla formazione di tale entità statale, nel 1940. Il partito era tuttavia operativo fin dal 1904 con la denominazione di Partito operaio socialdemocratico lettone, mentre assunse quella di Partito comunista nel 1919.
Nell'aprile 1990 subì una scissione che portò alla formazione del Partito Comunista Indipendente di Lettonia, poi ridenominato Partito Democratico del Lavoro di Lettonia e infine Partito Socialdemocratico di Lettonia. La componente che ha continuato ad operare nell'ambito del PCUS è stata invece attiva fino al 10 settembre 1991.